# 除外
| ウィキペディアには「除外」という見出しの百科事典記事はありません（タイトルに「除外」を含むページの一覧/「除外」で始まるページの一覧）。 代わりにウィクショナリーのページ「除外」が役に立つかもしれません。 |